# Bombardamenti di Padova
Durante gli ultimi due anni della seconda guerra mondiale, Padova subì numerose incursioni aeree da parte delle forze aeree angloamericane, aventi come obiettivo principale il suo scalo ferroviario. Le incursioni provocarono anche ingenti danni al patrimonio edilizio e storico della città, ed un elevato numero di vittime tra la popolazione civile.

## Cronologia dei principali bombardamenti

### 16 dicembre 1943
Primo bombardamento di Padova. In due attacchi, il primo alle dieci del mattino ed il secondo all’una del pomeriggio, 72 bombardieri della 15ª USAAF attaccarono lo scalo ferroviario, ma molte delle 200 tonnellate di bombe sganciate caddero anche sulla città, specialmente sul quartiere dell’Arcella (dove caddero oltre 400 ordigni); furono colpiti anche il Tempio della Pace, le chiese di San Carlo, delle Dimesse e della Santissima Trinità, il Sanatorio da Monte e l’Università. Un treno passeggeri appena giunto in stazione da Venezia fu colpito in pieno, con decine di vittime. Un’ultima incursione seguì nella notte, colpendo un rifugio antiaereo a Barriera Trento e causando altri morti. In totale, le vittime di queste tre incursioni furono circa 300 (per i due terzi nel quartiere dell'Arcella), compreso il calciatore Walter Petron.

### 30 dicembre 1943
Seconda incursione da parte di 70 bombardieri della 15ª USAAF, con obiettivo lo scalo ferroviario. Parte delle bombe cadde sulla città, colpendo ancora l’Arcella, il Tempio della Pace (dove i resti dei caduti nella prima guerra mondiale vennero dispersi per tutta la chiesa), l’Università, l’Ospedale Civile, il carcere dei Paolotti. Le vittime furono circa trecento.

### 8 febbraio 1944
Incursione notturna da parte di 45 bombardieri della RAF, che sganciarono 72 tonnellate di bombe avendo con obiettivo lo scalo ferroviario; le bombe caddero su tutta la città e causarono circa trecento vittime civili, due terzi delle quali in un rifugio antiaereo ricavato sotto il Torrione Impossibile delle mura cittadine, colpito in pieno dalle bombe.

### 11 marzo 1944
Incursione da parte di 111 bombardieri Boeing B-17 della 15ª USAAF, con obiettivo lo scalo ferroviario; vennero sganciate oltre trecento tonnellate di bombe. Fu colpita anche la città; tra gli edifici gravemente danneggiati anche la Chiesa degli Eremitani, con la quasi completa distruzione degli affreschi della Cappella Ovetari, una delle più grande perdite causate dalla guerra al patrimonio artistico italiano. Andò in gran parte distrutta anche la Chiesa di San Benedetto Vecchio; le caserme in Riviera Paleocapa furono colpite, con numerose vittime tra i militari, e subirono danni anche il Cinema Impero, l’Istituto Missioni Africane, l’Ospedale Civile e la casa di cura "La Salutare". Pesanti, ancora una volta, i danni nel quartiere dell'Arcella, con la distruzione dei patronati e di numerose abitazioni. I caccia dell'Aeronautica Nazionale Repubblicana e della Luftwaffe abbatterono due bombardieri e ne danneggiarono gravemente altri sette, subendo la perdita di quattro velivoli (tra cui quello pilotato da Giovanni Battista Boscutti, rimasto ucciso).

### 22 marzo 1944
Incursione notturna da parte di 82 bombardieri della RAF, con obiettivo lo scalo ferroviario; fu colpita duramente la zona della Città Giardino. Subirono gravi danni la Cattedrale, il Cimitero Maggiore, la Chiesa di San Giuseppe, la casa di cura "Villa Frida", l'ospedale psichiatrico, l'Istituto Belzoni e l'acquedotto; il quartiere dell'Arcella risultava ormai quasi completamente raso al suolo (su 8 500 abitanti, solo una cinquantina erano rimasti; gli altri erano ormai tutti sfollati).

### 23 marzo 1944
Incursione notturna da parte di 49 bombardieri della RAF, sempre aventi per obiettivo lo scalo ferroviario. Furono colpiti il Palazzo delle Debite, la Loggia del Consiglio, il Palazzo della Ragione, il Palazzo Liviano, la Chiesa dei Cappuccini, la Scuola del Carmine (con perdita di diversi affreschi cinquecenteschi), Piazza Petrarca, la Città Giardino, il Seminario, la Porta Ognissanti, la Basilica di Sant'Antonio.
Riguardo a questo bombardamento, Floriano Riondato (1921-2021), allora allievo del Seminario, testimonia: «Una notte, verso le tre, uno spezzone incendiario colpì la biblioteca del Seminario: il nostro sangue gelava e monsignor [Prosdocimo] Cerato [1874-1957], il professore di morale rifugiato con noi, pronunciava, balbettando per la paura, le parole dell'assoluzione: i rombi della morte laceravano i silenzi del nostro panico».

### 20 aprile 1944
Incursione da parte della 15ª USAAF, con obiettivo lo scalo ferroviario. Molte bombe caddero anche sulla città, specialmente nel rione di Terranegra, causando 180 vittime tra la popolazione (molte delle quali in un’osteria in cui si erano radunati numerosi abitanti durante l’allarme aereo, e lungo le sponde del Roncajette dove parecchi abitanti avevano cercato rifugio).

### 14 maggio 1944
Altro bombardamento da parte di un centinaio di B-17 della 15ª USAAF contro lo scalo ferroviario, durante la mattinata, con il lancio di circa 500 bombe. Venne colpita nuovamente la Chiesa dei Cappuccini, che fu quasi completamente distrutta; furono altresì colpite le scuole di Voltabarozzo, con dieci vittime, e l’Istituto delle Suore di San Francesco di Sales.

### 1º settembre 1944
Lancio di bombe in periferia, a Ponte di Brenta e Pontevigodarzere, con obiettivi i ponti stradale e ferroviario; distruzione di una decina di case e di un rifugio antiaereo, con parecchie vittime tra gli occupanti.

### 22 febbraio 1945
Incursione notturna da parte di 69 bombardieri della RAF, con obiettivo lo scalo ferroviario. Colpiti il Bassanello, Piazza Mazzini, l’Arcella.

### 24 febbraio 1945
Incursione da parte della 15a USAAF, con obiettivo lo scalo ferroviario.

### 2 marzo 1945
Bombardamento da parte della 15a USAAF, sempre con obiettivo lo scalo ferroviario.

### 12 marzo 1945
Altro attacco notturno da parte di 69 bombardieri della RAF, aventi come obiettivo lo scalo ferroviario. Colpite Porta San Giovanni, i Giardini Pubblici, San Benedetto, il Tempio Della Pace, la Loggetta del Salone e vari edifici residenziali.
Altre incursioni di minore entità si protrassero fino al 23 aprile 1945.

## Bilancio
Le incursioni aeree provocarono ingenti danni al tessuto cittadino: complessivamente 950 abitazioni andarono distrutte, ed altre 1 400 furono danneggiate. Nel quartiere dell'Arcella, il più colpito, soltanto il 4 % degli edifici sopravvisse; altri quartieri duramente colpiti furono Ponte di Brenta, Pontevigodarzere e Campo di Marte.
Gravi furono anche i danni al patrimonio artistico: subirono seri danni il Duomo, il Battistero, la Basilica di Sant'Antonio, le chiese degli Eremitani, delle Dimesse, di San Benedetto e dei Cappuccini, i Palazzi delle Debite, della Ragione e Liviano, la Loggia del Consiglio e la Scuola del Carmine. La perdita più grave fu quella degli affreschi del Mantegna contenuti nella Chiesa degli Eremitani, definita dall’Enciclopedia Treccani come "la perdita maggiore determinata dalla guerra nel campo delle arti figurative".
Le vittime tra la popolazione civile furono circa duemila; 989 di esse riposano oggi nel Tempio della Pace. Il solo quartiere dell’Arcella contò circa 400 vittime e 500 tra feriti ed invalidi.